# Касимова, Хураман Экрем кызы
Хураман Экрем кызы Касимова (азерб. Xuraman Əkrəm qızı Qasımova) — советская, азербайджанская оперная певица (сопрано). Народная артистка Азербайджанской ССР (1986).

## Жизнь и карьера
Хураман Касимова родилась 6 июня 1951 года в Баку. В 1975 году окончила Азербайджанскую государственную консерваторию им. У. Гаджибекова. С 1976 года она была солисткой Азербайджанского государственного академического театра оперы и балета. В её оперном репертуаре были партии в современных произведениях азербайджанских композиторов Фикрета Амирова и Узеира Гаджибекова. В общепринятом оперном каноне репертуар Касимовой включает роли Мими и Музетты (Богема), Дездемоны (Отелло), Аиды (Аида) и Татьяны (Евгений Онегин).
Во время учёбы в школе она снялась в таких фильмах, как «Девушка-лифтерка», «Красавицей я не была» и «Жизнь изучает нас». Позже добилась успеха как певица.

## Награды
- Орден «Независимость» (5 июня 2021 года) — за особые заслуги в развитии культуры Азербайджана и многолетнюю плодотворную деятельность[2].
- Орден «Честь» (27 мая 2011 года) — за заслуги в развитии азербайджанской культуры[3].
- Орден «Слава» (5 июня 2001 года) — за заслуги в развитии азербайджанской культуры[4].
- Народная артистка Азербайджанской ССР (30 мая 1986 года).
- Заслуженная артистка Азербайджанской ССР (13 июля 1982 года).
- Государственная премия Азербайджанской ССР (27 апреля 1984 года).
- Премия Ленинского комсомола Азербайджанской ССР (1976 год).
- Первая премия на международном оперном конкурсе Марии Каллас Гран-при, проходившем в Афинах (1981 год)[5].
- Серебряная медаль 8-го Международного конкурса имени П. И. Чайковского (1982 год).
- Персональная пенсия Президента Азербайджанской Республики (1 апреля 2005 года)[6].

## Фильмография
- «От сердца к сердцу» (2007)
- «Маэстро Ниязи» (2007)
- «Кинорежиссёр Гасан Сеидбейли» (2002)
- «Наша печаль… Наша гордость» (1998)
- «Кольцо» (1995)
- «Конструкторы будущего» (1982)
- «Страна музыки» (1981)
- «Аккорды долгой жизни» (1981)
- «Жизнь исследует нас» (1972)
- «Красавицей я не была» (1968)
- «Цыганка» (1966)